# تابن-رودت
تابن-رودت (به آلمانی: Taben-Rodt) یک شهر در آلمان است که در تریر-زاربورگ واقع شده‌است. تابن-رودت ۸۷۷ نفر جمعیت دارد.